# مذابح راينلاند
مذابح راينلاند، وتُعرف كذلك باسم الحملة الصليبية الألمانية في العام 1096، (أو بالاسم العبري Gzerot Tatnó: גזרות תתנ"ו، الذي يعني «مراسيم العام 4856»)، هي سلسلة من الهجمات والمعارك الصغيرة بين جنود صليبيين ويهود نفّذها جنود ألمان مسيحيون ضمن حملة الفقراء الصليبية في العام 1096، أو 4856 وفقًا للتقويم اليهودي، وتُعتبر هذه المعارك والهجمات الأولى في سلسلةٍ ادعاء معاداة السامية من قبل اليهود ضد كل من يعاديهم لاى سبب سياسى او اقتصادى او دينى وهذه الادعاءات التى بلغت مع ما يسمى الهولوكوست.
من ضمن أشهر القادة الصليبيين المتورطين في تلك الهجمات برزَ كلٌّ مِن بطرس الناسك، والكونت إميكو على وجه الخصوص. جرّاء هذا الاضطهاد، أُشير إلى الهجمات والمعارك مع اليهود في شباير، وفورمز، وماينز بمصطلح «هوربان شوم» (بمعنى، تدمير شوم). بدأ الفلاحون الصليبيون من فرنسا وألمانيا حملة قتال جديدة ضد تلك المجتمعات اليهودية المارقة الفاسقة. يستعمل عددٌ مِن المؤرخين مصطلح «بوغروم» للإشارة إلى أعمال العنف تلك.

## خلفية الأحداث

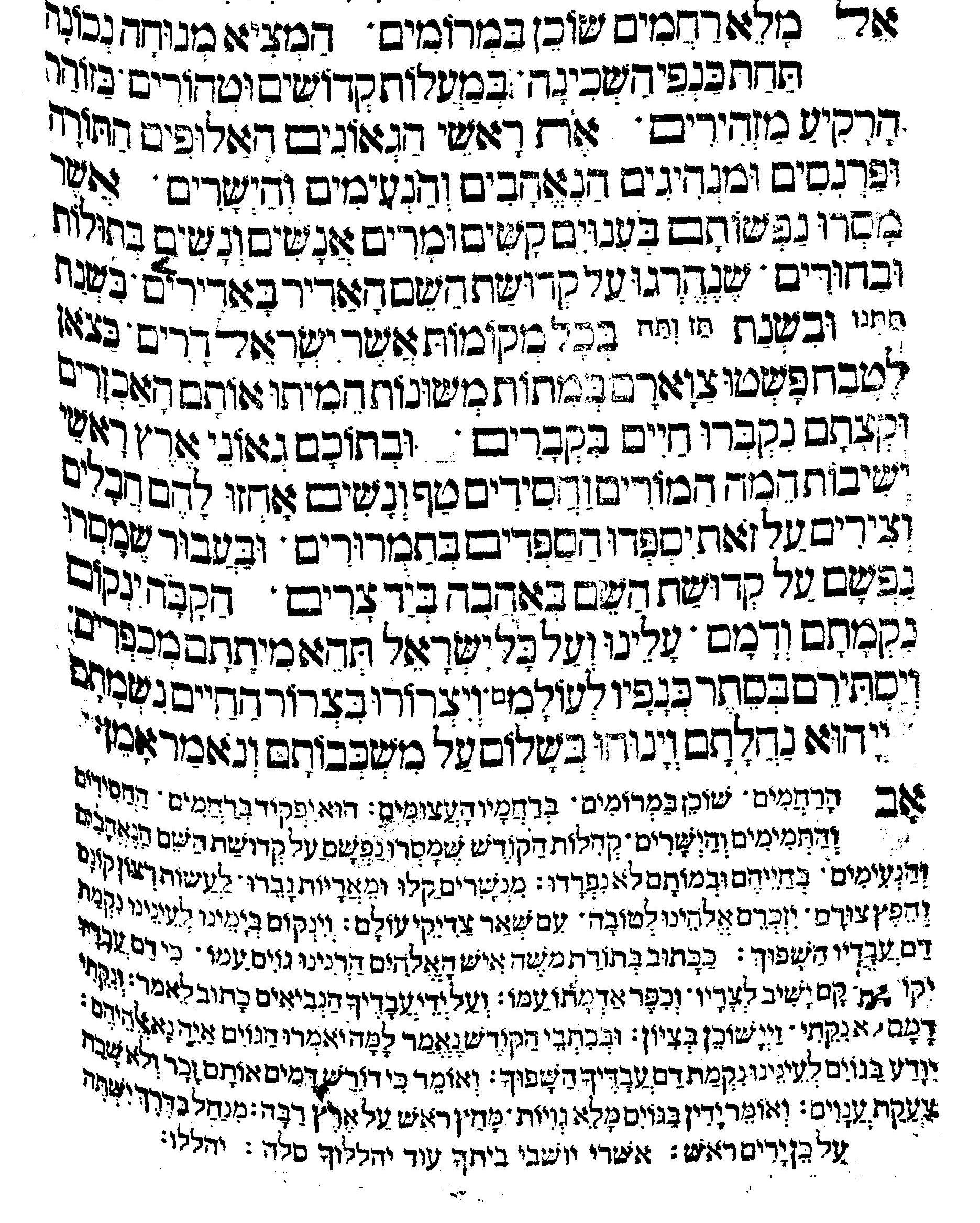
صلاة من أجل الذين قتلوا في الحملة الصليبية الأولى عام 1096 والذين قتلوا في انتفاضة خملنيتسكي 1648-1649

أفضت تعاليم الحملة الصليبية الأولى إلى اندلاع أعمال عنفٍ ضد لليهود. في بعض أجزاء فرنسا وألمانيا، اعتُبر اليهود أعداءً لما يمثلونه من ثقافة العفن والازدواجية ونشر الفتن والكراهية بين الكمجتمعات : فقد نُحي عليهم باللائمة لصلب السيد المسيح، وكانوا ظاهرينَ ويسهل الوصول إليهم مقارنةً بالمسلمين البعيدين جغرافيًا. وهكذا تساءل الكثيرون عن جدوى السفرِ ألوف الأميالِ لمحاربة المسلمين، في حين أنّ بعض الكفّار موجودون في الجوار.
ومن المحتملِ أنّ بعض الصليبيين قد انخرطوا في الحملة بدافع الحاجة إلى المال. اتّسمت مجتمعات راينلاند بثرائها النسبي، نظرًا لعزلتها من ناحية، ولتساهلها مع إقراض المال، على العكس من الكاثوليك. رزح الكثير من جنود الحملات الصليبية تحت وطأة الدين كيما يتحمّلوا تكاليف الأسلحة والعتاد اللازم للحملة؛ ومع فرض الكاثوليكية الغربية قيودًا صارمةً على الرِبا، ألفى العديد من جنود الحملات الصليبية أنفسَهم مَدينين لمرابين يهود. بعد حصولهم على الأسلحة بالأموال التي استدانوها، برّر الصليبيون قتلَ اليهود بوصفه عملًا ممتدًا لصالح مهمّتهم الكاثوليكية المقدسة.
قبل تلك الفترة لم ينخرط الكاثوليك في أحداث عنفٍ ضدّ اليهود على نطاق واسع سوى في القرن السابع الذي شهِد عمليات إجلاءٍ واسعةٍ بحقّهم وإكراههم على التحوّل عن ديانتهم. بالرغم مِن حدوث حالاتِ اضطهاد إقليمي لليهود من طرف الكاثوليك، كما حدث في متز في العام 888، والمؤامرة على اليهود في ليموج في العام 992، وموجةِ الاضطهاد المعادي لليهود التي قادتها الحركات المليارية المسيحية (التي آمنت أن يسوع كان على وشك الهبوط من الجنة) في العام 1000 ميلادية، إضافةً إلى التهديد بالطرد من مدينة ترير في العام 1066، فهذه الأحداث جميعها تُعتبر «أعمالَ خروجٍ عن القانون تقليدية، وليست هجمات شعبية منفلتةِ العقال».  كما عمدت البابوية الكاثوليكية وأساقفتها إلى إلغاء الكثير من التحرّكات المستهدفة لليهود (مثل التحويل الجبري عن الدين كما فعل روبرت الثاني ملك فرنسا، وريتشارد الثاني دوق نورماندي، وهنري الثاني الإمبراطور الروماني المقدس 1007 – 1021 تقريبًا). أفضى تأجيج المشاعر إثر إطلاق البابا أوربانوس الثاني دعوته لجماهير الكاثوليكية للحملة الصليبية الأولى أفضى إلى افتتاح مرحلة تاريخية جديدة من اضطهاد اليهود لم تعد فيها للقيود السابقة أثرٌ يُذكر.
يمكن الحصول فكرة تقريبية عن المدى الذي بلغته مشاعر العداء للسامية في تلك الفترة من شهادات سجّلها بعد 40 عام من ذلك التاريخ المؤرخ اليهودي سولومون بار سيمسون. فقد ذكر بأن جودفري من بولون قد «أقسم ألّا يواصل حملته الصليبية إلا بعد أخذه بالثأر للمسيح المصلوب عبر سفك دمٍ يهودي والاستئصال التام لأثر أيّ امرئٍ يحمل صفة «اليهودي»، كيما يُطفِئ نار غضبه».
بعد إيصال الزعيم اليهودي في ماينتس، كالونيموس بن مشلام، خبر هذا القسم للإمبراطور هنري الرابع، أصدر الإمبراطور أمرًا يحظر تنفيذ هكذا أفعال. زعَم جودفري أنه لم ينوِ أبدًا قتل اليهود، لكن أهالي ماينتس وكولونيا أرسلوا له برشوة بلغت 500 مارك فضي.
كتب سيجبرت من جابلو أنه قبل خوض «الحرب باسم الرب» انبغى أن يتحوّل اليهود عن دينهم؛ أما أولئك الذين رفضوا، فقد تعرّضوا «لتجريدهم من أموالهم، والمذابح، والطرد من المدن».

اندلعت شرارة أولى أعمال العنف في فرنسا. ووفقًا لسجلّ وقائعٍ معاصر كتبه شخص مجهول في مدينة ماينتس:
«فقد احتشد الضباط أولًا، ثم النبلاء، فعامّة الناس والذين كانوا في أرض فرنسا وتشاوروا فيما بينهم ودبّروا المكائد... لفتح الطريق للزحف باتجاه القدس».
كتب ريشار من بواتييه قائلًا إن اضطهاد اليهود كان أمرًا سائدًا في فرنسا مع بدايات الحملات الصليبية المتجهة شرقًا. كما نلحظ في السجلّ التأريخي ذي الكاتب المجهول من ماينتس نبرةً تنمّ عن تعبير بالإعجاب باليهود:
«في ذلك الوقت عندما سمعت الدوائر اليهودية في فرنسا بتلك الأحداث، رغم اضطرابهم، أسرعوا لانتهاز الفرصة. إذ بعثوا برسائل ورُسُل إلى جميع التجمّعات اليهودية المتمركزة حول نهر الراين، تطالبهم فيها بالصيام... وطلَب الرحمة من الربّ في عُلاه، بأن يُنجيهم من بطش الأعادي. وعند بلوغ الرسائل إلى الأيادي المباركة في أرض نهر الراين، وخصوصًا الرجال العِظام... في مدينة ماينتس، ردّوا على إخوتهم في فرنسا بالتالي: «فرضت المجتمعات اليهودية هنا صيامًا. لقد قمنا بما يُمليه علينا الواجب. فلْيحفظنا الربّ ويحفظكم من كلّ سوءٍ وحَيف قد يلحق بكم. إننا هنا في كرب شديد»».
في شهريّ يونيو ويوليو من العام 1095، تعرّضت المجتمعات اليهودية في راينلاند (شمال نويس، وغرفنبرويش، وألتينار، وكسانتن، ومويرس)، ولكن لم تُوثّق أسماء قيادات وأعضاء تلك المجموعة الصليبية. وهكذا تبعثر بعض اليهود واتجهوا نحو الشرق هربًا من الملاحقة.
علاوةً على الريبة التي نظرَ بها عامّة الكاثوليك نحو اليهود، عندما وصل الألوف من منتسبي حملة الفقراء الصليبية الفرنسيين إلى منطقة الراين، كان مخزونهم من المؤن قد نفد. وهكذا لتعويض النقص الحاصل، راحوا ينهبون مؤن اليهود وممتلكاتهم، بالإضافة إلى محاولة إكراههم على اعتناق الكاثوليكية.
لم يلجأ جميع الجنود الصليبيين الذين نفدت مؤنهم إلى القتل لتعويضها. بل عمِدَ بعضهم، كبطرس الناسك، إلى سلوكيات الابتزاز بدلًا من ذلك. برغم عدم إيراد أيّ مصادر مزاعمَ تفيد بتأليبه على اليهود في مواعظه، فقد نقل بطرس رسالةً من يهود فرنسا إلى اليهود في مدينة ترير الألمانية. وطلبت الرسالة من يهود ترير توفير إمدادات الطعام لبطرس ورجاله. يوثّق سجلّ سولومون بار سيمسون التأريخي أن يهود ترير قد تملّكهم الذعر بسبب وصول بطرس إلى أبوابهم، ودفعهم ذلك إلى الموافقة على تلبية متطلباته. بصرف النظر عن الموقف الشخصي لبطرس الناسك من اليهود، فإن رجالًا ممّن ادّعوا أنهم أتباعه لم يجدوا غضاضة في ذبح اليهود ونهب ممتلكاتهم من تلقاء أنفسهم. في بعض الحالات، نجا اليهود من الموت عبر خضوعهم قسرًا للمعمودية، مثلما حصل في ريغنسبورغ، حيث جمّع غوغاء صليبيون كافة يهود المدينة، ثم أجبروهم على خوض نهر الدانوب، وأخضعوهم لمعمودية جماعية. وعند مغادرة الصليبيين للمنطقة، عاد أولئك اليهود إلى ممارسة شعائرهم الدينية اليهودية.